# Pierre Malotaux
Pierre Charles-André Malotaux (Delft, 28 april 1923 – Bilthoven, 14 februari 2016) was een Nederlands bedrijfskundige, organisatieadviseur en voormalig hoogleraar algemene aspecten van de bedrijfsleer aan de Technische Universiteit Delft.

## Loopbaan
Malotaux volgde de HBS-b tot 1940 en studeerde vliegtuigbouwkunde aan de Technische Hogeschool Delft (tegenwoordig Technische Universiteit Delft) van 1940 tot 1951.
Na zijn afstuderen begon hij in 1951 bij de Koninklijke Hoogovens in IJmuiden bij de psychotechnische afdeling, en van 1953 tot 1959 werkte bij een bedrijfseconomisch adviesbureau. In 1959 vestigde hij zich als organisatie-adviseur en was actief binnen het KIVI. Van 1968 tot 1993 was hij aan de Technische Hogeschool Delft hoogleraar Algemene aspecten van de bedrijfsleer bij de afdeling Algemene Wetenschappen, onderafdeling Wijsbegeerte en Maatschappij, als opvolger van Jacob Louis Mey. In deze tijd heeft hij samen met Jan in 't Veld een eigen benadering ontwikkeld voor organisatieproblemen, die wel de Delftse School voor Bedrijfskunde genoemd wordt. Zijn leerstoel werd in 1994 overgenomen door Jan Willem Koolhaas, die zelf in 1998 vertrok.
In de jaren 1980 was hij initiatiefnemer van de landelijke werkgroep BOO bedrijfszekerheid, onderhoudsmanagement en onderhoudstechnologie. Met de publicaties hieromtrent heeft hij een aanzet gegeven tot een levenscyclusdenken over technische systemen.
In 2004 kreeg Pierre Malotaux een Koninklijke onderscheiding en is benoemd tot Ridder in de Orde van Oranje-Nassau. In dit jaar is hij samen met Jan in 't Veld ook bij het KIVI NIRIA benoemd tot Lid van Verdienste van de afdeling Bedrijfskunde. Pierre Malotaux was verder een fervent zeiler.
Bij Malotaux gepromoveerd zijn Jan Willem Koolhaas (1980), Eduard Rudolf Muhring (1987), Willem Gerrit Monhemius (1990) en Riek Boswijk (1992).

## Publicaties (selectie)
- Pierre Malotaux en J.J.D. van der Gon, Methode voor kwalitatief grenslaagonderzoek met behulp van gloeidraden zonder beinvloeding der stroming. Technische Hogeschool Delft, Vliegtuigbouwkunde, Rapport VTH-45
- Pierre Malotaux. Subjectiveren en objectiveren. Inaugurale rede TU Delft over denken als proces, 1968.
- Pierre Malotaux, Henk Lombaers en Jan in 't Veld. Trio-logie: Variaties over een thema uit de bedrijfsleer, 1969.
- Pierre Malotaux, Pieter Verburg, Klaas Halbertsma. J.L. Boers (red.). Organisatiewetenschap en praktijk. Leiden : Stenfert Kroese, 1976.
- Pierre Malotaux, Joop Doorman en Jan in 't Veld. Inleiding Methodologie: cursus 1977/78. TU Delft, 1977.
- D. J. Adriaanse, P.J.M. Maas en Pierre Malotaux. Een psychiatrische behandeleenheid in ontwikkeling : het procesbeschrijvingsmodel in praktijk. Delft : Delftse Universitaire Pers, 1980.
- Pierre Malotaux. Een tussenbalans. Uittrede rede TU Delft, 1994.
- Pierre Malotaux, H.K. Boswijk en H. van der Heide. Sturen of drijven? Alphen aan den Rijn : Samsom BedrijfsInformatie, 1995.[4]
- Pierre Malotaux, A.H. Schaafsma en A.F. van der Touw. Besturend vermogen: organisatie in verval en herstel. Stichting Maatschappij en Onderneming, 1998.
- Wouter ten Haaf, Henk Bikker, en Johan Adriaanse met bijdragen van Jan in 't Veld en Pierre Malotaux. Fundamentals of business engineering and management: a systems approach to people and organisations. Delft: DUP Science, 2002.

- International Standard Name Identifier: 0000 0000 2468 0398
- Library of Congress Control Number: n81055079
- Nederlandse Thesaurus van Auteursnamen: 068002092
- Virtual International Authority File: 30858616
- WorldCat: E39PBJhhwyGYx3VFjFbCbCT4MP